# Siegbach
Siegbach é um município da Alemanha, situado no distrito de Lahn-Dill, no estado de Hesse. Tem 29,08 km² de área, e sua população em 2019 foi estimada em 2.549 habitantes.